# Tribuna Popular
Tribuna Popular (TP) es un periódico venezolano de orientación marxista-leninista que funge como órgano de prensa del comité central del Partido Comunista de Venezuela (PCV). Comenzó a publicarse el 17 de febrero de 1948, aunque la historia de la prensa comunista venezolana había nacido mucho antes con periódicos como El Martillo, Petróleo, El Popular, Unidad y Aquí Está, entre otros. Actualmente sale cada 21 días.

## Ideología
La publicación se asume a sí misma la tarea leninista para un partido revolucionario de ser el órgano impreso organizador y agitador de las masas, en el camino de la liberación de la clase obrera y de todo el pueblo, siendo Gustavo Machado su fundador y primer director.

## Historia
En sus ya más de sesenta años de vida, a lo largo de los cuales el periódico Tribuna Popular pasó de diario, a semanario, a mensuario o quincenario, transitando la vida legal o en la clandestinidad, arrojan un número de casi 3000 ediciones, nunca ha dejado de circular, a pesar de la represión durante los períodos de dictadura, o del período de democracia representativa que ilegalizó al Partido Comunista de Venezuela, y a pesar de las dificultades económicas y los problemas propios vividos en todo ese periodo.